# Anna Laschtschewska
Anna Wiktoriwna Laschtschewska (ukrainisch Анна Вікторівна Лащевська, englisch Anna Lashchevska; * 20. November 2007 in Iwano-Frankiwsk) ist eine ukrainische Gerätturnerin.

## Leben und Karriere
Anna Laschtschewska gehört zu einer Gruppe ukrainischer Turnerinnen, die nach dem Kriegsausbruch in ihrer Heimat nach Lüneburg kam. Sie trainiert dort im Verein Blau-Weiß Buchholz und besucht dort die Schule. (Stand 2024)
2020 konnte sie bei den ukrainischen Jugendmeisterschaften im Geräteturnen in allen Wettkampfkategorien den ersten Platz belegen.
Im Jahr 2022 trat sie für den Verein Blau-Weiß Buchholz in der Bundesliga an, wo sie auf den fünften Platz kam und dem Verein half, in der Gesamtwertung auf den sechsten Platz zu gelangen. Bei den deutschen Junior-Meisterschaften im Turnen erreichte sie 2022 in ihrem Jahrgang dreimal den ersten Platz: im Stufenbarren mit 12,667 Punkten, auf dem Schwebebalken mit 12,600 Punkten und im Bodenturnen mit 12,434 Punkten.
Laschtschewska nahm 2022 auch am 16. European Youth Olympic Festival teil, wo sie am Balken eine Silbermedaille gewann, auf den vierten Platz des Mehrkampf-Wettbewerbs kam und mit der ukrainischen Mannschaft Platz 5 in der Gesamtwertung erreichte. In München, bei den Junior-Europameisterschaften im selben Jahr, gewann sie im Balken die Goldmedaille mit 13,200 Punkten.
Im Jahr 2023 erreichte Laschtschewska das Alter, um in die Senior Wettbewerbskategorie aufzusteigen (16 Jahre). Sie nahm daraufhin an mehreren FIG World Cups teil. Besonders erfolgreich war sie beim FIG Apparatus World Cup in Doha, wie sie mit 13,500 Punkten beim Stufenbarren den ersten Platz belegte und im Balken mit 13,333 Punkten auf Platz 2 kam. Im World Challenge Cup, der in Mersin stattfand, kam sie zweimal auf den ersten Platz: mit 13,533 Punkten im Stufenbarren und mit 13,767 Punkten im Wettbewerb Balken. 2023 nahm sie auch an den Turnweltmeisterschaften in Antwerpen teil. Sie konnte sich für die Olympischen Sommerspiele 2024 in Paris im Mehrkampf-Wettbewerb qualifizieren, weil sie zu den leistungsstärksten Athletinnen gehörte.